# Evelyn Fox Keller
Pour les personnes ayant le même patronyme, voir Keller.
Evelyn Fox Keller, née le 20 mars 1936 et morte le 22 septembre 2023, est une physicienne, philosophe des sciences et écrivaine américaine féministe.

## Biographie
Elle est professeure d'histoire et philosophie des sciences au Massachusetts Institute of Technology. Evelyn Keller conteste la juxtaposition des catégories d'objectif et de subjectif à celles de masculin et de féminin, reprises par une partie du mouvement des études de genre dont certains représentants prônent une « autre science » qui pourrait être inventée par les femmes.

## Ouvrages
- Voir l'invisible, Écrin, Jean-Pierre Gex, Evelyn Fox Keller, Omniscience, 2007.
- (en) A feeling for the organism (1983). W. H. Freeman and Company, New York  (ISBN 0-7167-1433-7) – traduit sous le titre: L’Intuition du vivant. La vie et l’œuvre de Barbara McClintock, Tierce (Paris), collection Sciences : 269 p.  (ISBN 2-903144-45-1)
- Secrets de Dieu (Secrets of God)
- Nature et vie (Nature and Life)
- (en) Reflections on Gender and Science. Yale University Press, 1985.
- (en) Three cultures: fifteen lectures on the confrontation of academic cultures, La Haye : Univ. Pers Rotterdam, 1989.
- (en) Secrets of Life/Secrets of Death: Essays on Language, Gender and Science. Routledge, 1992.
- Le rôle des métaphores dans les progrès de la biologie, trad. de l'anglais par Gilles Charpy et Marc Saint-Upery, Institut Synthélabo, 1999[5]
- (en) Keywords in Evolutionary Biology (codirigé avec Elisabeth Lloyd). Harvard University Press, 1992 (reprinted 1998  (ISBN 0-674-50313-9).
- Le siècle du gène ; trad. de l'anglais par Stéphane Schmitt, Gallimard, 2003[6]
- Expliquer la vie : modèles, métaphores et machines en biologie du développement; trad. de l'anglais par Stéphane Schmitt, Gallimard, 2004[7]
- (en) The Mirage of a Space between Nature and Nuture, Duke University Press, 2010.
- (en) Making Sense of My Life in Science: A Memoir, 2023, BookBaby.